# モゼル県
モゼル県（モゼルけん、Moselle）は、フランス北東部、グラン・テスト地域圏の県である。

## 地理
ムルト＝エ＝モゼル県、バ＝ラン県、ドイツ及びルクセンブルク大公国と国境を接する。
県南部のサールブール周辺はパリ盆地の東端部にあたり、ケスタという地形が多い。一帯は主に3つのエリアに分けられ、西部はセイユ川上流部の池の国、中央部はサル川の渓谷、東部はヴォージュ山脈の森林地帯である。哺乳類のナトゥージウスアブラコウモリ、ヒメキクガシラコウモリ、ヨーロッパヤマネコ、鳥類のコキンメフクロウ、エゾライチョウ、キンメフクロウ、ハシビロガモ、軟体動物のVertigo angustior、Vertigo moulinsiana、鱗翅目のLycaena dospassosi、魚類のRhodeus sericeus、両生類のホクオウクシイモリ、植物のシッポゴケ属が生息している。
南部は2021年にユネスコの生物圏保護区に指定された。また、サールブール北西部の湿地の一部は2003年にラムサール条約登録地となった。

## 歴史

1871年以降の県境の変化

1790年3月4日に新設された83県のうちの1つ。県はかつてのロレーヌ州北部と、メス司教領からなっていた。1815年のパリ条約で、国境調整が行われ、サールブリュック（現在はザールルイ）と周辺の町がモゼル県から取り除かれた。1793年にはブケノンとサールウェルデンを含むアルザス・ボシュ地方、そして1833年にはオーベルスタンバックがバ＝ラン県に割譲された。
フランスと第六次対仏大同盟が調印した1814年のパリ条約で、モゼル県はプロイセンに対してトレ小郡、シールク・レ・バン小郡を割譲した。1815年、ルラン小郡とサールブリュックがドイツ領となった。いくつかのコミューンや集落は1829年に再びフランス領となっている。
普仏戦争で敗戦国となったフランスは、フランクフルト講和条約によってドイツにヴォージュ県東端部、ムルト県東部、そしてモゼル県の大部分を割譲した。モゼル県の最西端、現在のブリエ小郡相当する部分がフランスに残留し、ムルト県の残留地域と合流したムルト＝エ＝モゼル県に編入された。ドイツ領になった部分は、ロレーヌにおけるドイツ語圏だけではなかった。ティオンヴィル、ブレ＝モゼル、サルグミーヌおよびサールブールは、ロレーヌにおけるフランス語圏であった。ドイツに編入されたアルザスとロレーヌは1つにまとめられ帝国直轄州エルザス＝ロートリンゲン (Reichsland Elsaß-Lothringen)となり、かつてのモゼル県に相当する部分はロートリンゲン郡（Bezirk Lothringen）となった。
第一次世界大戦が勃発すると、モゼル県はドイツ軍に組み込まれた。1914年から1918年の間、アルザス人とモゼル人計約18000人がフランス軍に入った。戦争終結までドイツ帝国のために戦った徴兵者の95%以上、約38万人がアルザス・ロレーヌ人であった。こうした徴兵の戦死者の墓は、ドイツ墓地管理委員会（fr）が管理している。このことが県の戦死者追悼についての特異性を示している。多くの場合、墓碑には『我々の戦死者へ』と刻まれ、伝統的に『フランスのために命を捧げた者』と刻まれるのとは異なる。
1919年のヴェルサイユ条約で、ロレーヌ地域圏の領土がフランスに返還されたが、その多くが元のフランスの県に戻ったのに対し、ロートリンゲン郡であった部分は新たにモゼル県として再編された。ブリエ郡のような元モゼル県地域はそのままムルト＝エ＝モゼル県に残された。戦間期のモゼル県は、戦争の涙、ナショナリズムに翻弄された被害で心に傷を負っていた。
モゼルの知識人たちは、フランスへのモゼル再統合について異なる反応を見せた。弁護士ロベール・シューマンは平和的で民主的な姿勢を見せ、いくらか親フランス・ナショナリズムに傾いていた。別の者は、親ドイツ・ナショナリズムに抵抗を見せ、同じように執念深く好戦的であった。アドリエンヌ・トマやポリー・マリア・ヘフラー、エルネスト・ムンゲネストのような民族的ドイツ人たちは、誠実な平和主義者だが素朴であり、文化的地方主義のアイデンティティの狭間で揺れ動いていた.。これらの動きは自立性が高かろうが低かろうが、その後ナチス・ドイツに広く悪用されてしまうことになった。このアイデンティティの闘争は、多くの場合理想主義的な知識人たちが主導していた。彼らは欧州全体の中では非常に敏感であった。このことはアルザス＝ロレーヌ全ての独自のアイデンティティの危機を反映したものだった。
モゼル県は、1939年9月3日に宣戦布告され、第二次世界大戦の影響を受けることになった。県面積のほぼ30%がマジノ線と対ドイツ国境の間になったのである。県人口の45%に相当する約30万人が、9月のうちにフランス中部や西部へ避難した。彼らが向かったのはシャラント県、シャラント・アンフェリウール県（現在のシャラント＝マリティーム県）、ヴィエンヌ県、オート＝ヴィエンヌ県であり、未成年者たちを受け入れたのはオート＝ロワール県であった。オベルドルフのような国境の村には、9月1日に避難命令が出されていた。避難した30万人のうち約20万人は、大戦終結後に帰還した。
第二次世界大戦中、1940年6月22日に休戦したにもかかわらず、モゼルは7月になってナチス・ドイツに併合された。モゼルは併合されたアルザスと同じ運命を辿らなかったが、『西部辺境』を意味するガウ・ヴェストマルク（Gau Westmark、ザール、プファルツも含まれ、ザールブリュッケンが主都）に併合された。モゼルにおけるフランス語話者、または単なる親フランスは、大管区指導者ヨーゼフ・ビュルケルによってフランスに大量に追放された。同年8月に追放されたメス司教ジョゼフ・ジャン・ハンツがその例である。アルザス人よりもロレーヌ人の扱いは悪く、1942年に自らの運命を祝福したロレーヌ人たちは追放され、故郷にとどまるか戻ってきたロレーヌ人の若者たちは、ドイツ軍に志願するよう強く求められたのである。

## 人口統計
| 1968年  | 1975年    | 1982年    | 1990年    | 1999年    | 2006年    | 2007年    |
| ------- | --------- | --------- | --------- | --------- | --------- | --------- |
| 971 314 | 1 006 373 | 1 007 189 | 1 011 302 | 1 023 447 | 1 036 780 | 1 039 018 |

出典:SPLAF、2006年、2007はINSEE

## 文化
行政上のモゼル県は、ロレーヌ地域圏を構成する2つの文化圏の上にまたがっているため、モゼル県全体は均質的な文化を持っていない。ロレーヌ・ティオワ語（fr）は、最近ではドイツ語またはドイツ語の方言とみなされており、ロレーヌ・フランス語はラテン語方言とみなされている。この2言語の言語境界（fr）は、ほぼ等しく県を二分している。西はメスを中心としたラテン語のモゼル県、東はアルザス、ドイツ、ルクセンブルクと接するドイツ語のモゼル県である。
| モゼル県の言語境界 |  | モゼル県の言語境界 |  | モゼル県の言語境界 |
| モゼル県の言語境界 |  |                    |  |                    |

## ギャラリー

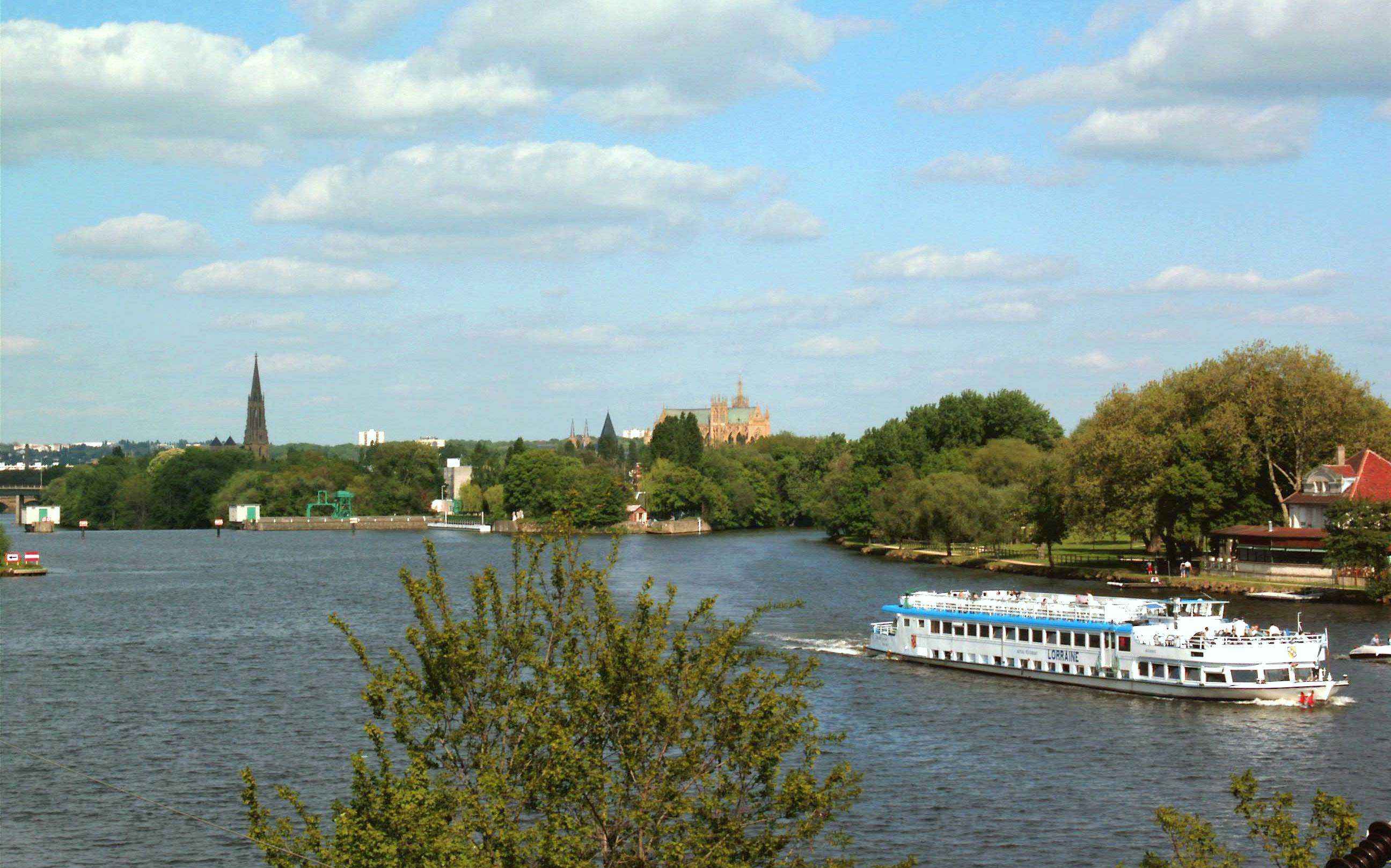
メスとモゼル川
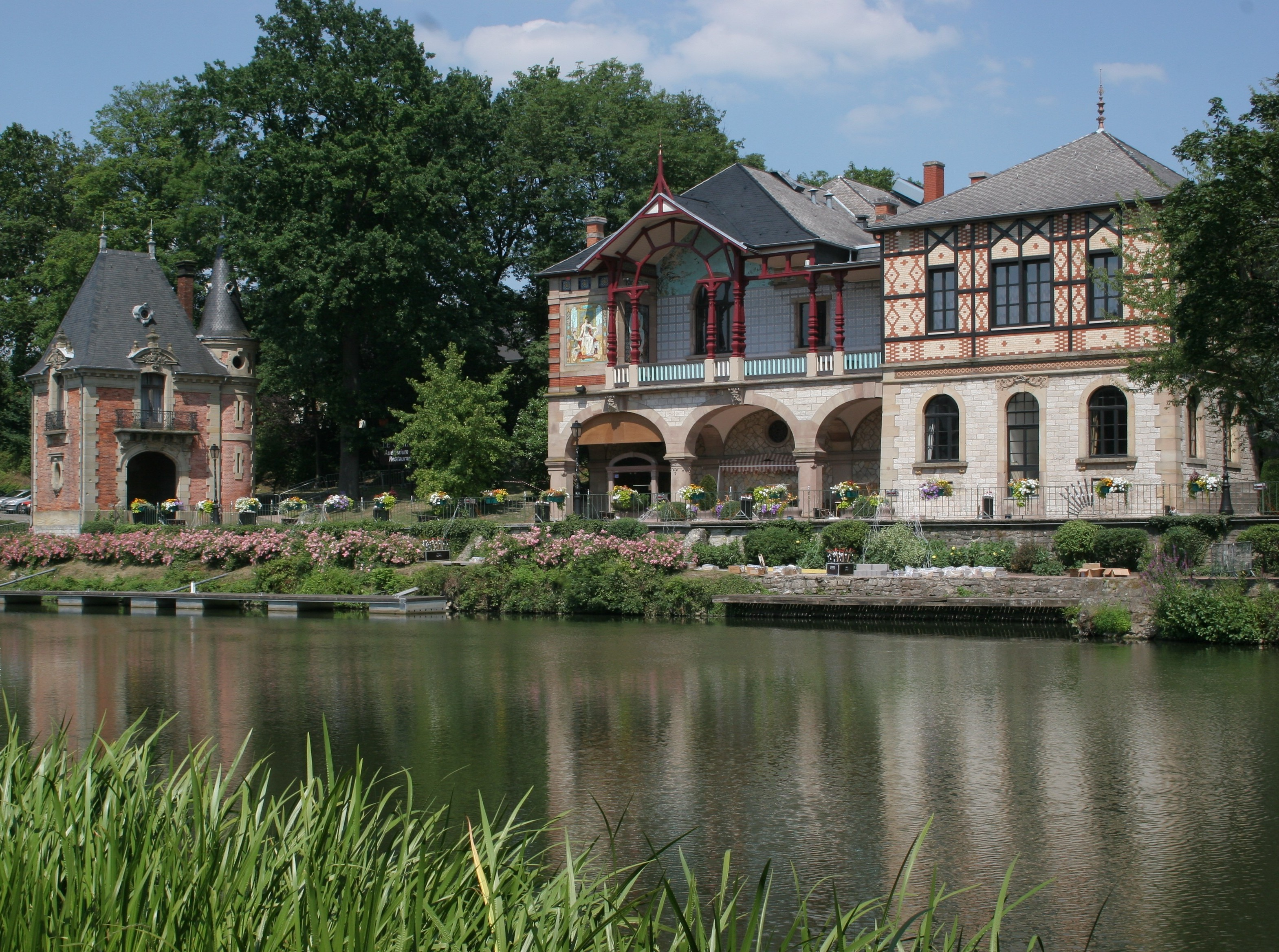
サルグミーヌ
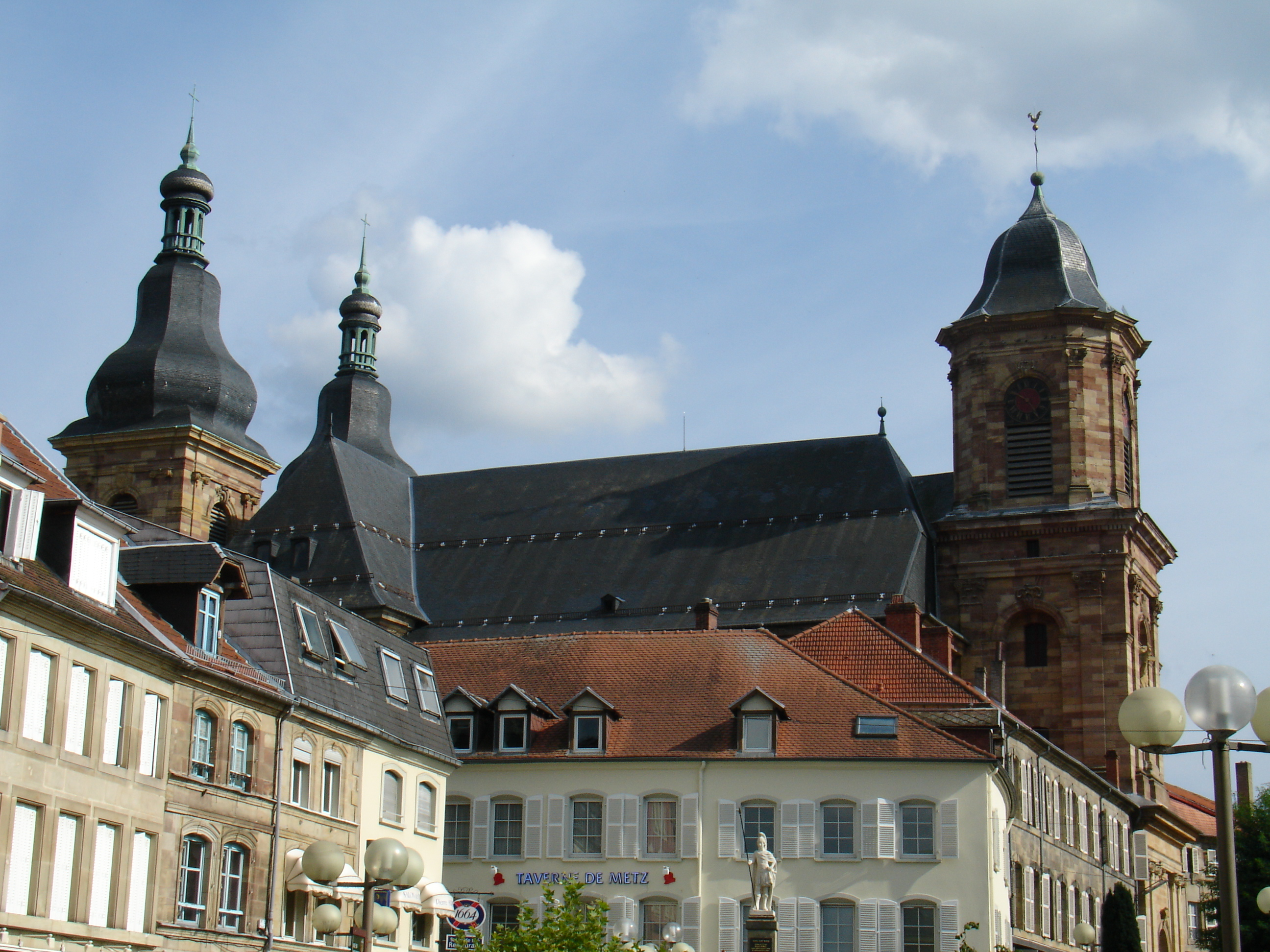
サンタヴォルド
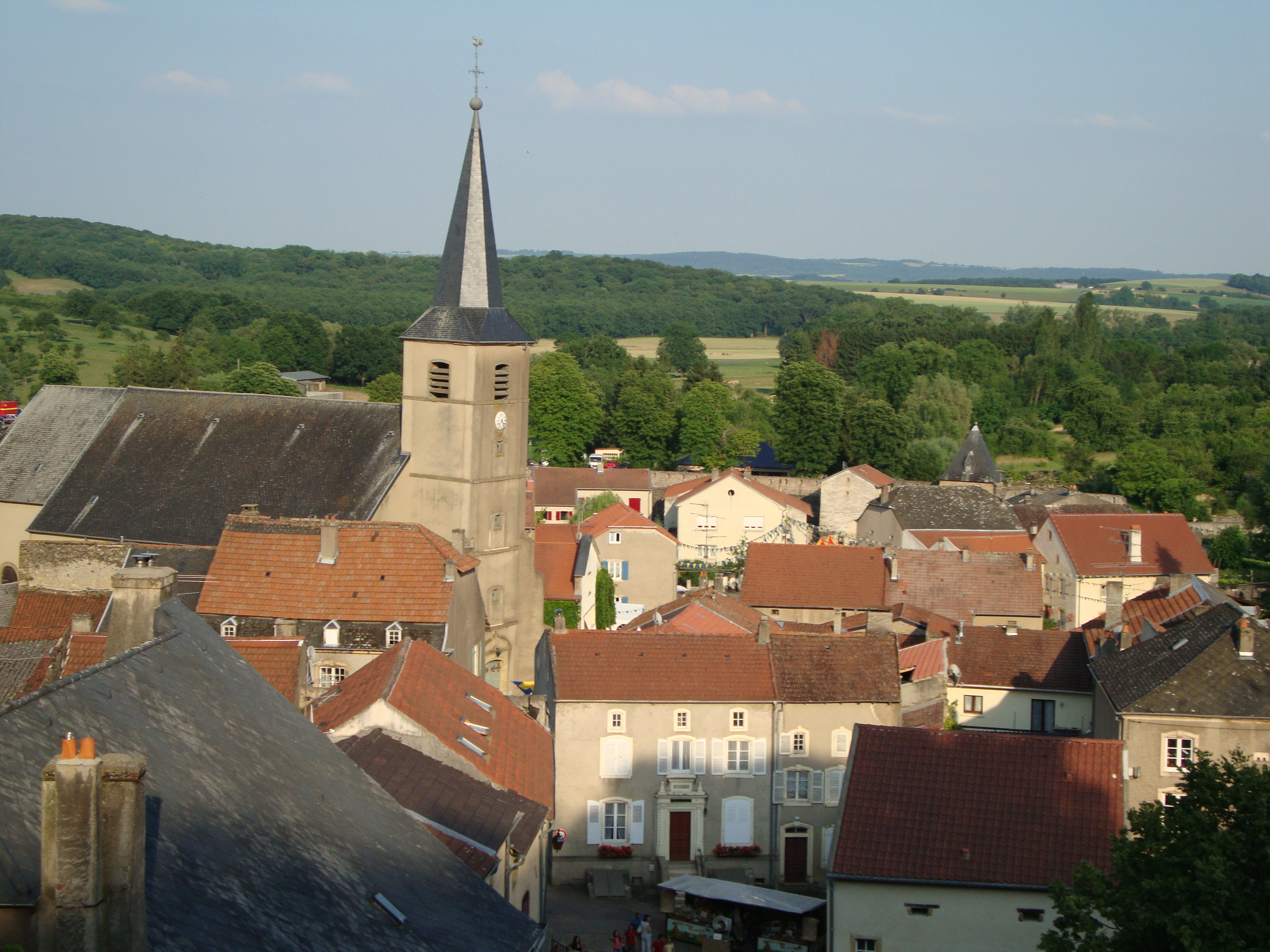
ロデマック
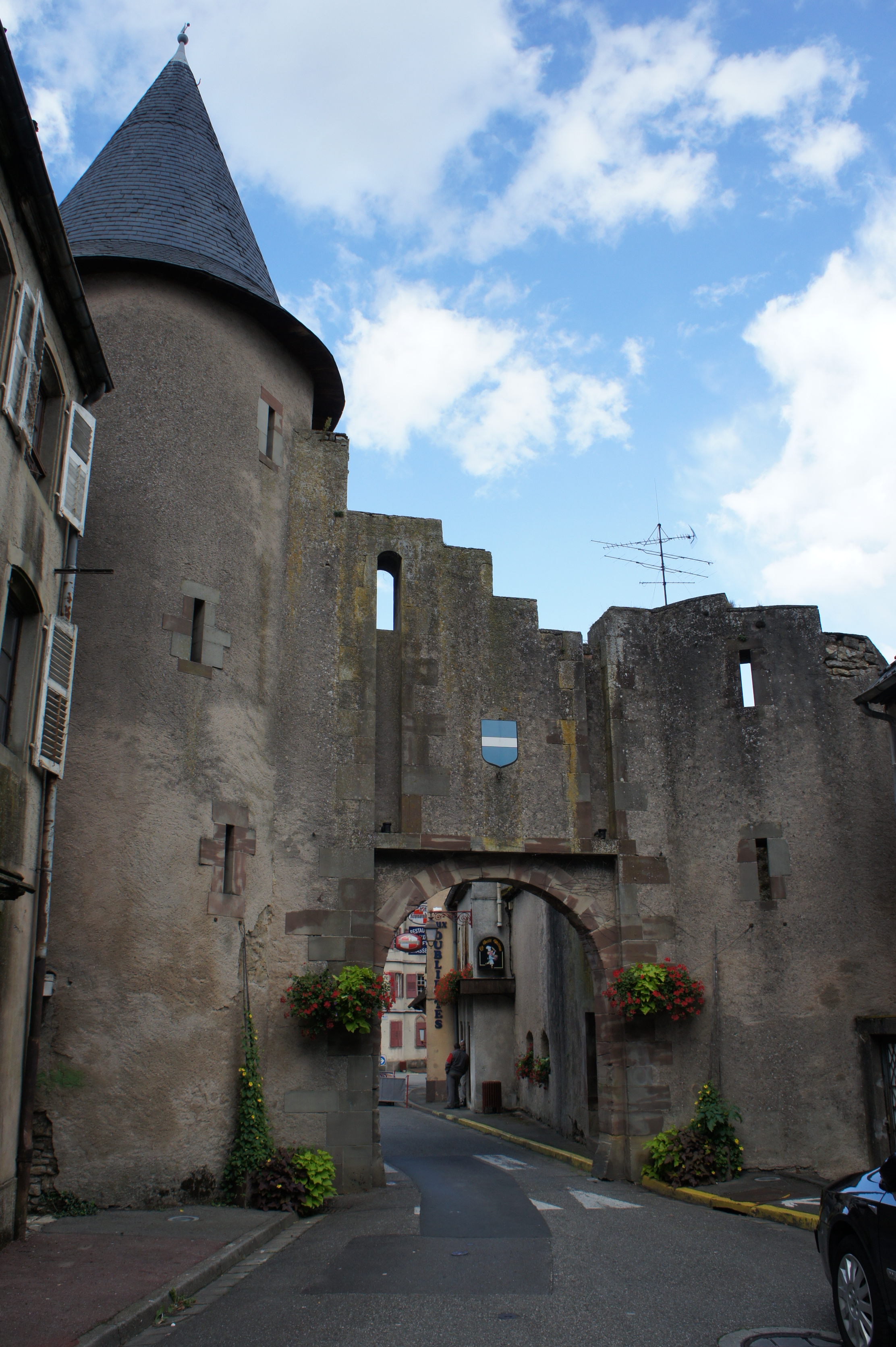
フェネトランジュ